# Drakbåts-EM för landslag 2008
Drakbåts-EM för landslag 2008 anordnades av EDBF i Sabaudia i Italien den 5–7 september. Distanserna var 200 meter, 500 meter och 2 000 meter. Det tävlades i dam-, mixed- och open-klasser på junior-, senior- och master-nivå.

## Medaljtabell
| Pl.    | Nation         | Guld | Silver | Brons | Totalt |
| ------ | -------------- | ---- | ------ | ----- | ------ |
| 1      | Tyskland       | 15   | 5      | 2     | 22     |
| 2      | Ryssland       | 9    | 5      | 0     | 14     |
| 3      | Polen          | 1    | 4      | 4     | 9      |
| 4      | Tjeckien       | 1    | 3      | 4     | 8      |
| 5      | Slovakien      | 1    | 0      | 1     | 2      |
| 6      | Italien        | 0    | 5      | 4     | 9      |
| 7      | Storbritannien | 0    | 4      | 3     | 7      |
| 8      | Ungern         | 0    | 1      | 3     | 4      |
| 9      | Spanien        | 0    | 0      | 2     | 2      |
| 10     | Sverige        | 0    | 0      | 1     | 1      |
| NP     | Frankrike      | 0    | 0      | 0     | 0      |
| NP     | Norge          | 0    | 0      | 0     | 0      |
| NP     | Schweiz        | 0    | 0      | 0     | 0      |
| NP     | Ukraina        | 0    | 0      | 0     | 0      |
| Totalt | Totalt         | 27   | 27     | 24    | 78     |

## Medaljsammanfattning

### Premier
| Klass                  | Guld      | Silver         | Brons          |
| 200m, premier herrar   | Tyskland  | Ryssland       | Spanien        |
| 500m, premier herrar   | Tyskland  | Ryssland       | Slovakien      |
| 2 000m, premier herrar | Slovakien | Ryssland       | Spanien        |
| 200m, premier damer    | Ryssland  | Tyskland       | Storbritannien |
| 500m, premier damer    | Ryssland  | Storbritannien | Tjeckien       |
| 2 000m, premier damer  | Ryssland  | Storbritannien | Sverige        |
| 200m, premier mixed    | Ryssland  | Tyskland       | Tjeckien       |
| 500m, premier mixed    | Ryssland  | Tyskland       | Tjeckien       |
| 2 000m, premier mixed  | Ryssland  | Tyskland       | Ungern         |

### Junior
| Klass                | Guld     | Silver         | Brons          |
| 200m, junior mixed   | Tyskland | Polen          | Tjeckien       |
| 500m, junior mixed   | Tyskland | Storbritannien | Polen          |
| 2 000m, junior mixed | Tyskland | Polen          | Storbritannien |

### Senior
| Klass                 | Guld     | Silver         | Brons          |
| 200m, senior herrar   | Polen    | Ryssland       | Tyskland       |
| 500m, senior herrar   | Ryssland | Storbritannien | Polen          |
| 2 000m, senior herrar | Tjeckien | Polen          | Storbritannien |
| 200m, senior damer    | Tyskland | Tjeckien       | Ungern         |
| 500m, senior damer    | Tyskland | Tjeckien       | Italien        |
| 2 000m, senior damer  | Tyskland | Tjeckien       | Ungern         |
| 200m, senior mixed    | Tyskland | Polen          | Italien        |
| 500m, senior mixed    | Tyskland | Italien        | Polen          |
| 2 000m, senior mixed  | Tyskland | Ungern         | Polen          |

### Grand
| Klass                | Guld     | Silver   | Brons    |
| 200m, grand herrar   | Ryssland | Italien  | Tyskland |
| 500m, grand herrar   | Tyskland | Ryssland | Italien  |
| 2 000m, grand herrar | Ryssland | Tyskland | Italien  |